# Cedusa hyola
Cedusa hyola är en insektsart som beskrevs av Kramer 1986. Cedusa hyola ingår i släktet Cedusa och familjen Derbidae. Inga underarter finns listade i Catalogue of Life.